# Flos artegal
Flos artegal is een vlinder uit de familie van de Lycaenidae. De wetenschappelijke naam van de soort is voor het eerst geldig gepubliceerd in 1889 door William Doherty. De soort was verzameld in Mergui in Tenasserim (tegenwoordig Myeik in Myanmar).